# جون تينيسود
جون ألفريد تينيسوود (26 أغسطس 1912 - 25 نوفمبر 2024) هو معمرًا بريطانيًا فائقًا وكان أكبر رجل حي تم التحقق منه في العالم منذ وفاة شي بينج الصيني البالغ من العمر 112 عامًا في 29 يونيو 2024 حتى وفاته في 25 نوفمبر 2024، عن عمر يناهز 112 عامًا و91 يومًا.

## سيرة
وُلِد جون ألفريد تينيسوود في 26 أغسطس 1912 في مدينة ليفربول، بمقاطعة لانكشاير (التي تُعرف حاليًا باسم ميرسيسايد) في إنجلترا. كان والده جون برنارد تينيسوود (1869–1947) ووالدته أدا تينيسوود (اسمها قبل الزواج بيمبليت، 1875–1957).
خلال الحرب العالمية الثانية، لم يتمكن تينيسوود من التجنيد كجندي في الخطوط الأمامية بسبب ضعف بصره. بدلًا من ذلك، شغل دورًا إداريًا ضمن هيئة رواتب الجيش الملكي، حيث عمل كمحاسب ومدقق حسابات. تضمنت مهامه الإدارية تنسيق العمليات اللوجستية مثل تحديد أماكن الجنود العالقين وتنظيم الإمدادات الغذائية.
أثناء الحرب، التقى جون بزوجته المستقبلية بلودوين (اسمها قبل الزواج روبرتس) في حفلة رقص، وتزوجا في عام 1942. رُزقا بطفلة وحيدة أسمياها سوزان في عام 1943.
بعد الحرب، عمل تينيسوود محاسبًا في عدة شركات كبرى، منها شركة البريد الملكي البريطاني Royal Mail، وشركة شل-مكس، وشركة بي بي. استمر في العمل حتى تقاعده في عام 1972. بعد 44 عامًا من الزواج، توفيت زوجته بلودوين بسبب سرطان الرئة في عام 1986، تاركة أثرًا عميقًا في حياته.

## الحياة اللاحقة
بعد التقاعد، أصبح تينيسوود نشطًا في كنيسته، كنيسة بلونديلساندز المتحدة الإصلاحية، حيث كان شيخًا وألقى أيضًا عظات. في سن 99 عامًا، انتقل إلى دار رعاية في ساوثبورت، ميرسيسايد. كان عيد ميلاده الـ 110 في أغسطس 2022 مصحوبًا بأداء موسيقي حي في مقر إقامته، كما حصل أيضًا على ساعة تكريمًا لنادي ليفربول لكرة القدم، والذي كان تينيسوود من أشد مشجعيه. في وقت وفاته، كان لديه أربعة أحفاد وثلاثة من أبناء الأحفاد.

## الصحة وطول العمر
أصبح تينيسوود أكبر رجل بريطاني على قيد الحياة في 25 سبتمبر 2020، بعد وفاة هاري فرانسمان البالغ من العمر 108 أعوام. في المقابلات التي أجريت معه في عيد ميلاده 109 و111، ذكر أن مفتاح طول عمره هو "الاعتدال". بعد أن تم الاعتراف به من قبل موسوعة غينيس للأرقام القياسية باعتباره أكبر رجل على قيد الحياة في العالم، صرح أن طول عمره كان "مجرد حظ" وأن "إما أن تعيش طويلاً أو تعيش قصيرًا، ولا يمكنك فعل الكثير حيال ذلك".
في 2 أبريل 2024، بعد وفاة خوان فيسينتي بيريز البالغ من العمر 114 عامًا من فنزويلا، تم إعلان تينيسوود أكبر رجل حي في العالم وحصل على اعتراف من موسوعة غينيس للأرقام القياسية بعد يومين. ومع ذلك، فإن الرجل الصيني شي بينج والفرنسي جورج توماس، وكلاهما ولد في نوفمبر 1911، كانا أكبر سناً ولم يتم التحقق من صحتهما من قبل الباحثين بعد. أصبح تينيسوود أكبر رجل أوروبي سناً في الأول من يونيو 2024، بعد وفاة توماس، وفي 29 يونيو، بعد وفاة شي، أصبح بالفعل أكبر رجل سناً في العالم.
وبسبب دوره الإداري واللوجستي خلال الحرب العالمية الثانية، قيل عنه أيضًا أنه "أكبر رجل على قيد الحياة من قدامى المحاربين في الحرب العالمية الثانية"، بعد أن اعترفت به موسوعة غينيس.
توفي تينيسوود في ساوثبورت في 25 نوفمبر 2024 عن عمر 112 عامًا و91 يومًا. بعد وفاته، أصبح جواو مارينيو نيتو البالغ من العمر 112 عامًا أكبر رجل حي في العالم.